# 안드리 클류예프
안드리 페트로비치 클류예프(우크라이나어: Андрій Петрович Клюєв)는 우크라이나 사업가이자 정치인으로, Korrespondent지가 2011년 "우크라이나에서 가장 영향력 있는 인물" 7위로 선정했다.
클류예프는 우크라이나의 전 대통령 행정부 수반이다. 이에 앞서 그는 2년간 우크라이나 국가안전보장국방위원회 장관을 지냈다. 그의 형 세리이 클류예프 또한 정치인이자 사업가이다.
2009년 6월, 클류예프 형제는 2억 2700만 달러의 재산으로 우크라이나 최고 부자 50인 중 48위에 올랐다 2011년 현재 클류예프 부부는 비엔나 인근 툴빙에 있는 27헥타르(67에이커) 부지에 저택을 소유하고 있으며 루디키에 있는 큰 17헥타르(42에이커) 부지에 저택을 소유하고 있다. 그는 2014년 우크라이나 발라클라바에서 빅토르 야누코비치와 함께 마지막으로 목격되었다. 그는 또한 러시아 텔레비전 쇼에도 출연했다. 클류예프는 자신이 우크라이나 영토라고 생각하는 도네츠크에 2014년부터 살기 시작했다고 주장한다.

## 어린 시절
안드리 클류예프는 도네츠크 폴리테크 연구소의 광산 대학을 졸업했고, 광업 자동화 및 기계화 엔지니어로 일했다. 그는 또한 1989년에 기술 과학 후보 학위를 취득했다.
클류예프는 1983년 자샤드코 탄광에서 지하 광부로 일하기 시작했고, 1984년 고리키 탄광에서 감독이 되었다. 졸업 후 그는 빌로리헨스카 광산(루한스크 주 소유의 보로실로브흐라드부힐랴 주)에서 광산 운송 부장으로 일했다. 1986년부터 1991년까지 클류예프는 모교에서 전임 대학원 연구를 수행했다.

## 직업 경력
1991년부터 1994년까지 크류예프는 "Ukrpidshipnyk" SC를 포함한 여러 탄광 관련 기계 건설 회사를 이끌었다. 2011년 3월부터 Ukrpidshipnyk는 우크라이나의 액티브 솔라의 우크라이나 대표와 같은 건물에 본사가 있다.
클류예프와 그의 동생 세리이 클류예프는 이미 2008년에 태양광 사업의 모든 지분을 매각했기 때문에 2013년 3월에 액티브 뱅크를 매각했다.
클류예프는 빅토르 야누코비치(전 대통령) 일가와 사업연계가 있는 '그림자 같은 과두정치'라는 언론인들의 비난이 잇따르고 있으며 그의 권력을 이용해 수십억 달러의 계약을 확보한 것으로 알려졌다.
안드리와 세리이 클류예프는 오스트리아의 지주회사 SLAB AG의 주요 수혜자였다. 2014년 2월 현재 클류예프 형제와 다른 실체와의 관계는 온라인에서 확인할 수 있다.
2011년, 클류예프 형제는 심페로폴 외곽 로드니코예에 있는 5개의 태양 발전소(크림 태양 발전소 1~5)를 통제했다. 이 공장들은 모두 액티브 솔라의 자회사로, 슬라브 AG의 베테일리궁 GmbH의 자회사로 구성되어 있다. 마이단 혁명 직전 안드리와 세리이 클류예프는 오스트리아 빈 소재 액티브 솔라 GmbH와 크림 반도에서 태양광 발전소를 운영하고 용량은 380MWh, 연간 생산량은 500MWh인 지주회사 CEE(Clean Economic Energy) AG의 지분을 매각했다
2016년 3월, 클류예프 형제의 회사 SLAV Hande는 빈 국제상공회의소의 국제중재재판소에  파산을 신청했다.

## 정치 경력
1994년부터 도네츠크주 의회 부의장을 지냈다. 1995년 11월부터 1996년 4월까지 도네츠크 주 정부의 부국장을 지냈으며, 지역 개발, 무역, 소비재 생산을 담당했다.
도네츠크주에서 경력을 쌓은 후, 이후 현 대통령 빅토르 야누코비치와 긴밀히 협력하면서 클류예프는 국가 정치로 이동했다. 2001년 12월 14일 지역당의 부의장으로 선출되었다. 2002년 선거에서 그는 지역당을 위한 최고 라다 당원이 되었고, 에너지, 원자력 정책 및 원자력 안전 위원회의 위원장으로 일했다. 2003년 4월 19일 제5차 당 대회에서 클류예프는 당 정치위원회 서기로 선출되었다.
2003년부터 2004년까지 제1차 야누코비치 정부에서 에너지 부총리를 지냈다.
2010년 대통령 선거에서 보리스 콜레스니코프의 뒤를 이어 야누코비치의 그림자 선거대책본부장으로 언론에서 묘사되었다. 그러나 지역당을 통찰하는 더 영향력 있는 경쟁자들이 대통령 행정부의 수반과 총리의 자리를 차지하기 위해 그는 부총리로 임명되었을 뿐이었다
2006년과 2007년 의회 선거에서 지역당 대표로 재선되었다.
2010년 3월 11일, 클류예프는 아자로프 정부의 제1부총리로 임명되었고, 2010년 12월 9일 야누코비치 행정개혁 이후 경제개발통상부 장관 임명도 수락했다.
2012년 2월 14일 우크라이나 국가안전보장국방위원회(NSDC)의 장관에 임명되었다. 지역당 내부에서는 우크라이나 유럽 통합을 책임지는 제1부총리직 해임이 세리이 료보치킨 대통령 행정부 수반과의 개인적 갈등으로 발생했으며, 유럽 연합의 제도 내에서 그의 영향력 있는 위치에 대한 벌로 간주되었다.
이 변화는 클류예프를 지역당의 선거관리 책임자로 임명하여 2012년 가을 선거에서 지역당이 승리할 것을 보장하였다.
NSDC 장관은 아자로프가 총리 후보로 유력하다고 보고 있다.
2014년 1월 24일, 야누코비치 대통령은 국가 안보 및 국방 위원회 서기를 해임하고 그를 우크라이나 대통령 행정부의 수반으로 임명하는 법령에 서명했다 On 23  2014년 2월 23일, 마이단 혁명 직후, 클류예프는 사임했다. 그의 대변인인 아르템 페트렌코는 이틀 후, 클류예프가 야누코비치 전 대통령에게 사표를 제출한 후 크림반도에서 키이우로 돌아오던 중 그의 차가 공격을 받아 부상을 입었다고 주장했다. 유럽 연합이 그의 자산을 동결하기 전날, 2014년 3월 7일부터 그는 대량 살인에 연루되어 수배 중이다.
2019년 7월 21일 우크라이나 도네츠크주 선거구 46번 선거구에서 우크라이나 자유당 후보로 등록하는 것을 우크라이나 중앙선거관리위원회가 클류예프가 우크라이나에 5년간 거주하지 않았다는 이유로 거부했다.
2019년 7월 1일 연방대법원은 중앙선거관리위원회에 클류예프의 신청서와 그가 도네츠크에 지난 5년간 살았다는 주장을 재검토하라고 명령했다(이때 도네츠크는 2014년 돈바스 전쟁이 시작된 이후 우크라이나 당국의 통제를 받지 않고 있었다). 같은 날 중앙선거관리위원회는 클류예프의 출마를 등록했다. 결국 클류예프는 선거 등록이 취소되고 46번 선거구가 인생을 위한 야권연단 후보 표도르 흐리스텐코(투표율 38,01%)에 의해 당선되면서 선거에 참여할 수 없었다.

## 국제 제재
클류예프는 우크라이나를 불안정하게 만드는 역할, 빅토르 야누코비치 정부에서의 역할, 우크라이나 내 친러시아 개인 및 단체에 대한 지원, 직권남용, 공금 횡령 등의 이유로 2014년 2월 26일부터 스위스, 2014년 3월 3일부터 리히텐슈타인, 2014년 3월 6일부터 유럽 연합, 2015년 7월 20일부터 캐나다, 그리고 2015년 7월 30일부터 미국의 제재를 받고 있다.
2018년 2월 21일, 그의 동생 세르이는 2017-2018년 기간 동안 일부 유럽 연합의 제재를 해제했고, 이후 2018년 7월 안드리 클류예프는 2017-2018년 기간 동안 일부 유럽 연합의 제재를 해제했다. 그러나 유럽 연합에 대한 그의 계정은 진행 중인 유럽 연합의 제재로 인해 2019년 3월 9일까지 여전히 동결되었다.